# Måbødal

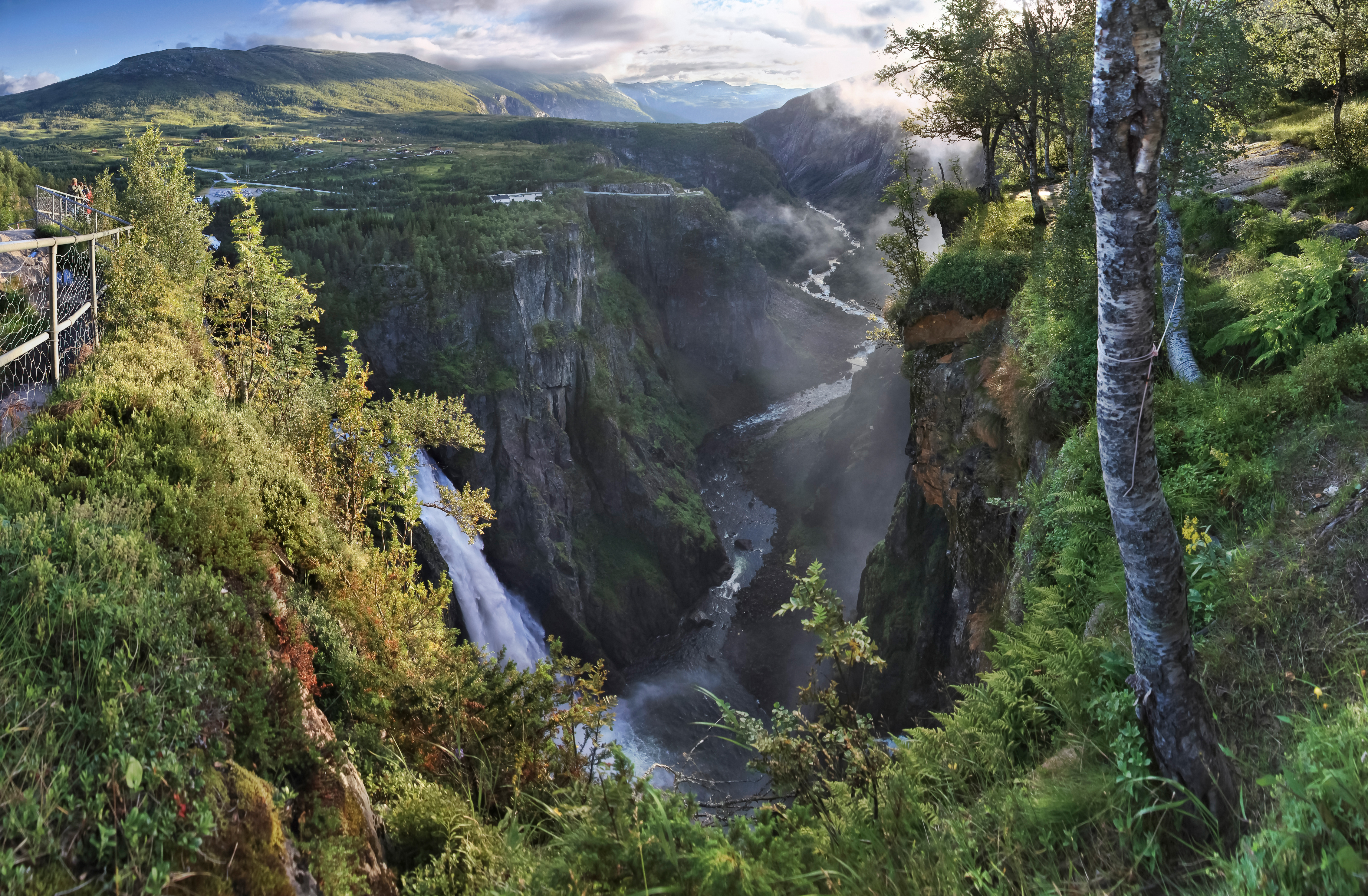
Måbødal (2011)

Måbødal ist ein Tal in der Kommune Eidfjord, Provinz Vestland im westlichen Teil Norwegens. Das Tal bildet den Übergang zwischen dem Fjord Eidfjord und der Hochfläche der Hardangervidda. Auf wenigen Kilometern fällt das Gelände von 500 Meter Seehöhe auf Meeresniveau. Das Tal ist sehr schmal und wird von steil aufragenden Felswänden eingerahmt. Im oberen Teil des Tales stürzt über eine steile Felswand der dritthöchste Wasserfall Norwegens der Vøringsfossen 145 m in die Tiefe.
Das Tal stellte immer schon ein Verkehrshindernis dar. Die heutige Straße durch das Tal ist dementsprechend auch durch viele Tunnel geprägt. Im August 1988 geschah auf dieser Strecke ein Busunglück, bei dem 16 Menschen, davon 12 schwedische Kinder, ums Leben kamen. Die alte Straße kann mit Fahrrädern befahren werden. Dort verkehrt saisonal eine Bummelbahn namens Trolltoget (dt. „Trollzug“) von Anfang Juni bis Ende August.